# Dökött
Dökött är ett svenskt humoristiskt punk/rock-band från Björbo i Dalarna. Bandet blev känt i slutet av 90-talet i samband med att ena medlemmen Heavy medverkade i TV4:s underhållningsprogram På rymmen tillsammans med  Hjalle. Dökött har släppt fem skivor: Dökött (1998) och Amazing Grejs (2000) på Start Klart Records, Årets album (2009), Best of Dökött/Live från Rockstad: Falun DVD (2011) och Sommar! (2012) på HGM. Deras mest kända låt är "Tuttar överallt". En annan känd låt, speciellt i orienterarsammanhang är "Leif".

## Medlemmar
- Jonas "Heavy" Stentäpp – gitarr
- Peter "Pekka" Hindén – basgitarr
- Andreas "Ryttarn" Ryttare – trummor

## Diskografi
Studioalbum
- 1998 – Dökött (Start Klart Records)
- 2000 – Amazing Greijs (Start Klart Records)
- 2009 – Årets Album (High Gear Music)
- 2012 – Sommar! (High Gear Music)
- 2016 – Stålis (High Gear Music)

Samlingsalbum / livealbum
- 2012 – Best of Dökött 1998-2012: Live från Rockstad Falun (High Gear Music)[5]